# Spechbach
Spechbach è un comune tedesco di 1 684 abitanti, situato nel land del Baden-Württemberg.